# Pedro Cabral (rugbysta)
Pedro Cabral (ur. 29 czerwca 1983 w Lizbonie) – portugalski rugbysta grający na pozycjach łącznika ataku lub obrońcy, reprezentant kraju, uczestnik Pucharu Świata w 2007 roku.
Podczas kariery sportowej związany był z klubem CDUL.
Z kadrą U-19 uczestniczył w mistrzostwach świata w 2002.
W reprezentacji Portugalii w latach 2006–2011 rozegrał łącznie 37 spotkań zdobywając 184 punktów. W 2007 roku został powołany na Puchar Świata, na którym wystąpił w dwóch meczach swojej drużyny.
Był też członkiem kadry kraju w rugby siedmioosobowym, z którą wystąpił między innymi na Pucharze Świata w 2009.